# Grano rosso sangue (serie di film)

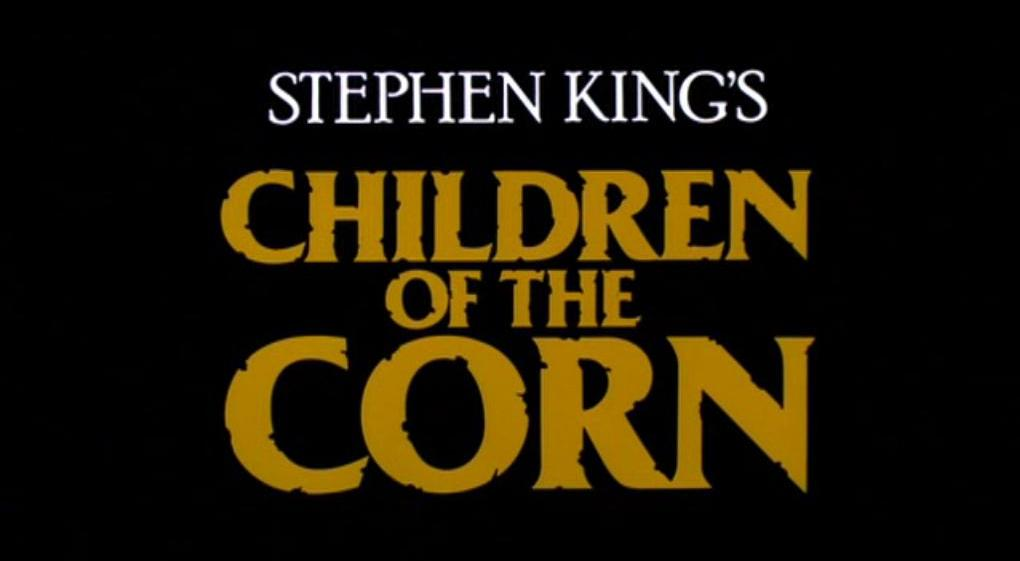
Logo originale del primo film della serie cinematografica

La serie cinematografica horror Grano rosso sangue (nota anche in originale come Children of the Corn) è iniziata con il film Grano rosso sangue - Children of the Corn nel 1984. Da allora sono stati realizzati altri nove film della serie, l'ultimo dei quali uscito nel 2018. Il cortometraggio I discepoli del corvo del 1982, pur essendo anch'esso tratto dal racconto I figli del grano di Stephen King, non è considerato come parte integrante della serie.
Con l'esclusione dei primi tre film, tutti gli altri film della serie sono usciti direct-to-video. Il remake televisivo del film originale è stato trasmesso da Syfy nel 2009 e pubblicato in DVD nello stesso anno.

## Incasso
| Film                                                                                       | Data di uscita (USA) | Data di uscita (ITA) | Budget          | Incasso         | Note            |                 |                 |
| Serie originale                                                                            | Serie originale      | Serie originale      | Serie originale | Serie originale | Serie originale | Serie originale | Serie originale |
| ------------------------------------------------------------------------------------------ | -------------------- | -------------------- | --------------- | --------------- | --------------- | --------------- | --------------- |
| I discepoli del corvo (Disciples of the Crow)                                              | 1983                 | 1983                 |                 | Cortometraggio  |                 |                 |                 |
| Grano rosso sangue - Children of the Corn (Stephen King's Children of the Corn)            | 9 marzo 1984         | 16 ottobre 1984      | $800.000        | $14.568.989     | [ 1 ]           |                 |                 |
| Grano rosso sangue 2 - Sacrificio finale (Children of the Corn II: The Final Sacrifice)    | 29 gennaio 1993      |                      | $900 000        | $6 980 986      | [ 2 ]           |                 |                 |
| Grano rosso sangue 3 - Urban Harvest (Children of the Corn III: Urban Harvest)             | 12 settembre 1995    | 2011                 |                 |                 |                 |                 |                 |
| Inferno a Grand Island (Children of the Corn IV: The Gathering)                            | 8 ottobre 1996       |                      |                 | Direct to Video |                 |                 |                 |
| Children of the Corn V - Gli adoratori del male (Children of the Corn V: Fields of Terror) | 21 giugno 1998       | 30 giugno 2000       | $1 650 000      | Direct-to-Video | [ 5 ]           |                 |                 |
| Children of the Corn 666 - Il ritorno di Isaac (Children of the Corn 666: Isaac's Return)  | 19 ottobre 1999      | 8 febbraio 2006      |                 | Direct-to-Video |                 |                 |                 |
| Children of the Corn: Revelation                                                           | 9 ottobre 2001       | -                    | $2 500 000      | Direct-to-Video | [ 6 ]           |                 |                 |
| Children of the Corn: Genesis                                                              | 30 agosto 2011       | -                    |                 | Direct-to-Video |                 |                 |                 |
| Children of the Corn: Runaway                                                              | 13 marzo 2018        |                      |                 | Direct-to-Video |                 |                 |                 |
| Remake                                                                                     |                      |                      |                 |                 |                 |                 |                 |
| Campi insanguinati (Children of the Corn)                                                  | 26 settembre 2009    | 5 agosto 2011        | $4 500 000      | Film TV         | [ 7 ]           |                 |                 |
| Reboot                                                                                     |                      |                      |                 |                 |                 |                 |                 |
| Children of the Corn                                                                       | 23 ottobre 2023      |                      |                 | Direct-to-Video |                 |                 |                 |